# Lallemantia
Lallemantia  é um gênero botânico da família Lamiaceae

## Espécies
| - Lallemantia azurea - Lallemantia canescens - Lallemantia iberica - Lallemantia kopetdaghensis | - Lallemantia peltata - Lallemantia royleana - Lallemantia sulphurea |

## Nome e referências
Lallemantia F.E.L. Fischer & C.A. Meyer, 1840